# Villa Heutelbeck

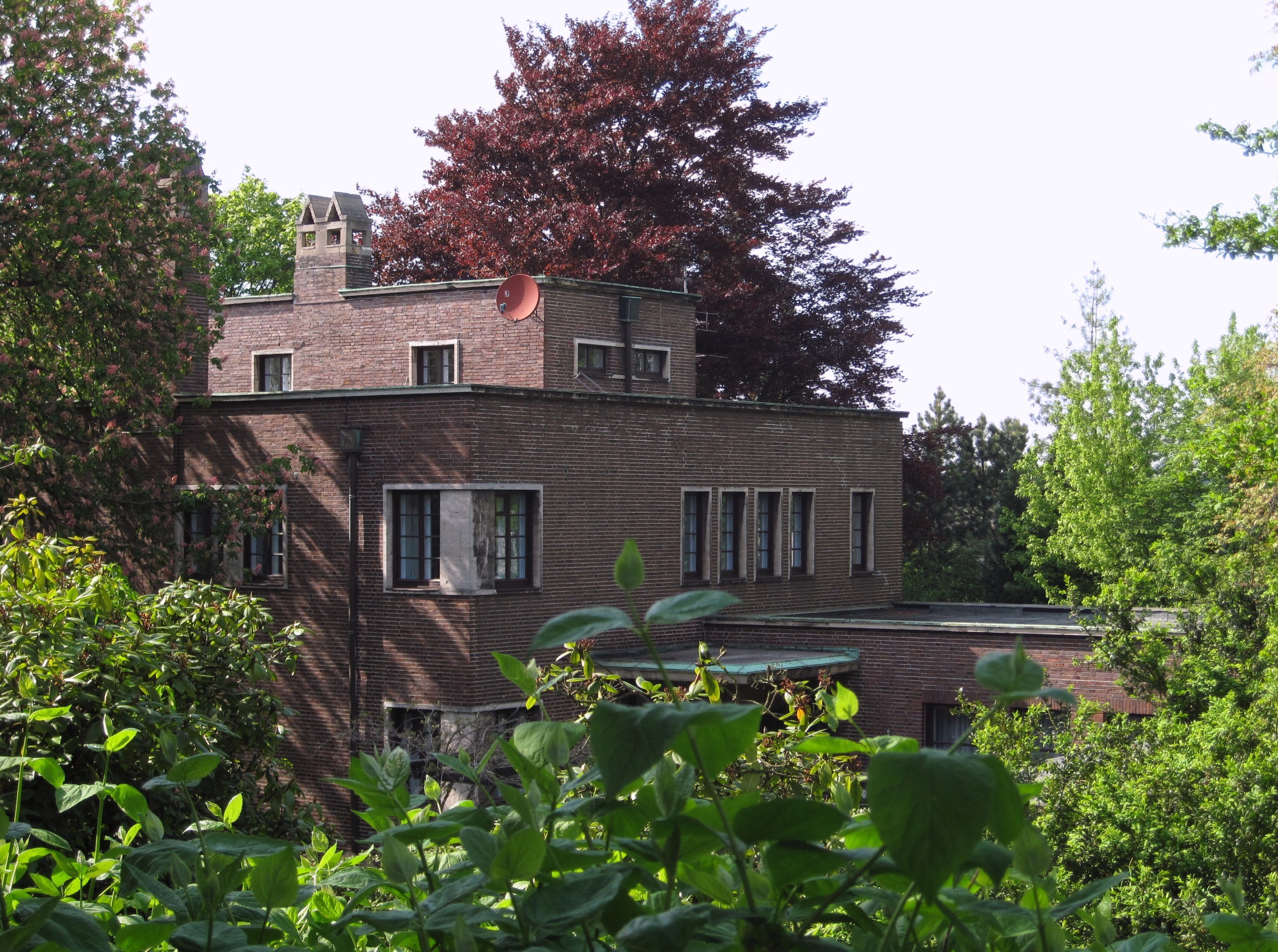
Villa Heutelbeck

Die Villa Heutelbeck ist ein denkmalgeschütztes Profangebäude im Tückwinkel 7 in Iserlohn, einer Stadt im Märkischen Kreis (Nordrhein-Westfalen).

## Geschichte und Architektur
Die Villa aus Backstein, mit Gliederungen aus Travertin, wurde von 1924 bis 1926 von Carl Gustav Bensel und Johann Kamps im Auftrag des Kaufmannes Otto Heutelbeck errichtet. Sie steht in einem weitläufigen, terrassierten Gartengrundstück. Die flachgedeckten Kuben türmen sich vom eingeschossigen Hauswirtschaftstrakt zu drei Geschossen an der Talseite. Die steil aufragende Front wird dort durch einen vorgelegten Laubengang unterfangen. Die freie Anordnung der Kuben und der Fenster soll die Belichtung jedes Wohnraumes von zwei Seiten übereck bewirken. Das Raumprogramm entspricht dem großbürgerlichen Standard historischer Vorbilder. Als technische Besonderheiten sind die zentrale Staubsaugeranlage und der Wäschetrockenschrank im Keller zu erwähnen.